# Hiram Rhodes Revels
Hiram Rhodes Revels (ur. 27 września 1827 roku w Fayetteville, Karolina Północna – zm. 16 stycznia 1901 roku w Aberdeen, Missisipi) – amerykański polityk, pierwszy Afroamerykanin zasiadający w Senacie Stanów Zjednoczonych jak również ogólnie w Kongresie Stanów Zjednoczonych.
W latach 1870–1871 reprezentował stan Missisipi w Senacie Stanów Zjednoczonych.